# Parasosibia inferior
Parasosibia inferior är en insektsart som beskrevs av Ludwig Redtenbacher 1908. Parasosibia inferior ingår i släktet Parasosibia och familjen Diapheromeridae. Inga underarter finns listade i Catalogue of Life.